# Nuoto ai Giochi della XVIII Olimpiade - 100 metri stile libero femminili
La competizione dei 100 metri stile libero femminili di nuoto ai Giochi della XVIII Olimpiade si è svolta nei giorni 12 e 13 ottobre 1964 allo Yoyogi National Gymnasium di Tokyo.

## Programma
| Data            | Round        | Note                                |
| --------------- | ------------ | ----------------------------------- |
| 12 ottobre 1964 | 6 Batterie   | I migliori 16 tempi alle semifinali |
| 12 ottobre 1964 | 3 Semifinali | I migliori 8 tempi alla finale      |
| 13 ottobre      | Finale       |                                     |

## Risultati

### Batterie
| Pos. | Atleta                 | Nazione       | Tempo  | Posizione finale |
| ---- | ---------------------- | ------------- | ------ | ---------------- |
| 1    | Kathleen Ellis         | Stati Uniti   | 1'01"5 | 2                |
| 2    | Martina Grunert        | Germania      | 1'03"1 | 10               |
| 3    | Daniela Beneck         | Italia        | 1'03"2 | 11               |
| 4    | Winnie van Weerdenburg | Paesi Bassi   | 1'03"8 | 17               |
| 5    | Ryoko Urakami          | Giappone      | 1'04"5 | 24               |
| 6    | Mary Stewart           | Canada        | 1'05"1 | 28               |
| 7    | Im Geum-Ja             | Corea del Sud | 1'16"1 | 44               |

| Pos. | Atleta                | Nazione       | Tempo  | Posizione finale |
| ---- | --------------------- | ------------- | ------ | ---------------- |
| 1    | Ann-Christine Hagberg | Svezia        | 1'02"5 | 6                |
| 2    | Rita Schumacher       | Germania      | 1'03"8 | 17               |
| 3    | Anneliese Rockenbach  | Venezuela     | 1'04"3 | 22               |
| 4    | Paola Saini           | Italia        | 1'04"4 | 23               |
| 5    | Sandra Keen           | Gran Bretagna | 1'04"7 | 25               |
| 6    | Toos Beumer           | Paesi Bassi   | 1'05"2 | 29               |
| 7    | Ann Lallande          | Porto Rico    | 1'06"8 | 39               |

| Pos. | Atleta            | Nazione          | Tempo  | Posizione finale |
| ---- | ----------------- | ---------------- | ------ | ---------------- |
| 1    | Jeanne Hallock    | Stati Uniti      | 1'03"6 | 13               |
| 2    | Robyn Thorn       | Australia        | 1'03"7 | 14               |
| 3    | Natal'ja Ustinova | Unione Sovietica | 1'04"2 | 20               |
| 4    | Kirsten Strange   | Danimarca        | 1'05"3 | 30               |
| 5    | Traudi Beierlein  | Germania         | 1'05"4 | 31               |
| 6    | Monique Piétri    | Francia          | 1'05"8 | 33               |
| 7    | Christl Paukerl   | Austria          | 1'07"3 | 40               |

| Pos. | Atleta                     | Nazione          | Tempo  | Posizione finale |
| ---- | -------------------------- | ---------------- | ------ | ---------------- |
| 1    | Erica Terpstra             | Paesi Bassi      | 1'02"5 | 6                |
| 2    | Judit Turóczy              | Ungheria         | 1'02"9 | 9                |
| 3    | Ulla Jäfvert               | Svezia           | 1'03"8 | 16               |
| 4    | Nataliya Bystrova          | Unione Sovietica | 1'04"0 | 19               |
| 5    | Diana Wilkinson            | Gran Bretagna    | 1'05"0 | 27               |
| 6    | Mara Sacchi                | Italia           | 1'05"9 | 34               |
| 7    | Hrafnhildur Guðmundsdóttir | Islanda          | 1'06"4 | 36               |
| 8    | Rosario de Vivanco         | Perù             | 1'09"0 | 41               |

| Pos. | Atleta           | Nazione       | Tempo  | Posizione finale |
| ---- | ---------------- | ------------- | ------ | ---------------- |
| 1    | Dawn Fraser      | Australia     | 1'00"6 | 1                |
| 2    | Marion Lay       | Canada        | 1'02"1 | 3                |
| 3    | Katalin Takács   | Ungheria      | 1'03"5 | 12               |
| 4    | Toyoko Kimura    | Giappone      | 1'04"8 | 26               |
| 5    | Marilyn Sidelsky | Rhodesia      | 1'05"5 | 32               |
| 6    | Linda Amos       | Gran Bretagna | 1'06"1 | 35               |
| 7    | Rita Pulido      | Spagna        | 1'06"7 | 38               |
| 8    | Margaret Harding | Porto Rico    | 1'11"7 | 42               |

| Pos. | Atleta              | Nazione     | Tempo  | Posizione finale |
| ---- | ------------------- | ----------- | ------ | ---------------- |
| 1    | Sharon Stouder      | Stati Uniti | 1'02"3 | 4                |
| 2    | Lynette Bell        | Australia   | 1'02"4 | 5                |
| 3    | Csilla Madarász     | Ungheria    | 1'02"5 | 6                |
| 4    | Ann-Charlotte Lilja | Svezia      | 1'03"7 | 14               |
| 5    | Helen Kennedy       | Canada      | 1'04"2 | 20               |
| 6    | Miyoko Azuma        | Giappone    | 1'06"4 | 36               |
| 7    | Jovina Tseng        | Malaysia    | 1'13"9 | 43               |

### Semifinale
| Pos. | Atleta          | Nazione     | Tempo  | Posizione finale |
| ---- | --------------- | ----------- | ------ | ---------------- |
| 1    | Dawn Fraser     | Australia   | 59"9   | 1                |
| 2    | Marion Lay      | Canada      | 1'02"2 | 3                |
| 3    | Lynette Bell    | Australia   | 1'02"3 | 4                |
| 4    | Csilla Madarász | Ungheria    | 1'02"4 | 6                |
| 5    | Jeanne Hallock  | Stati Uniti | 1'02"9 | 9                |
| 6    | Daniela Beneck  | Italia      | 1'02"9 | 10               |
| 7    | Judit Turóczy   | Ungheria    | 1'03"0 | 11               |
| 8    | Robyn Thorn     | Australia   | 1'03"9 | 14               |

| Pos. | Atleta                | Nazione     | Tempo  | Posizione finale |
| ---- | --------------------- | ----------- | ------ | ---------------- |
| 1    | Sharon Stouder        | Stati Uniti | 1'01"4 | 2                |
| 2    | Erica Terpstra        | Paesi Bassi | 1'02"3 | 4                |
| 3    | Kathleen Ellis        | Stati Uniti | 1'02"5 | 7                |
| 4    | Ann-Christine Hagberg | Svezia      | 1'02"8 | 8                |
| 5    | Martina Grunert       | Germania    | 1'03"1 | 12               |
| 6    | Katalin Takács        | Ungheria    | 1'03"3 | 13               |
| 7    | Ann-Charlotte Lilja   | Svezia      | 1'03"9 | 14               |
| 8    | Ulla Jäfvert          | Svezia      | 1'04"6 | 16               |

### Finale
| Pos.    | Atleta                | Nazione     | Tempo  |
| ------- | --------------------- | ----------- | ------ |
| Oro     | Dawn Fraser           | Australia   | 59"5   |
| Argento | Sharon Stouder        | Stati Uniti | 59"9   |
| Bronzo  | Kathleen Ellis        | Stati Uniti | 1'00"8 |
| 4       | Erica Terpstra        | Paesi Bassi | 1'01"8 |
| 5       | Marion Lay            | Canada      | 1'02"2 |
| 6       | Csilla Madarász       | Ungheria    | 1'02"4 |
| 7       | Ann-Christine Hagberg | Svezia      | 1'02"5 |
| 8       | Lynette Bell          | Australia   | 1'02"7 |